# Guarea cedrata

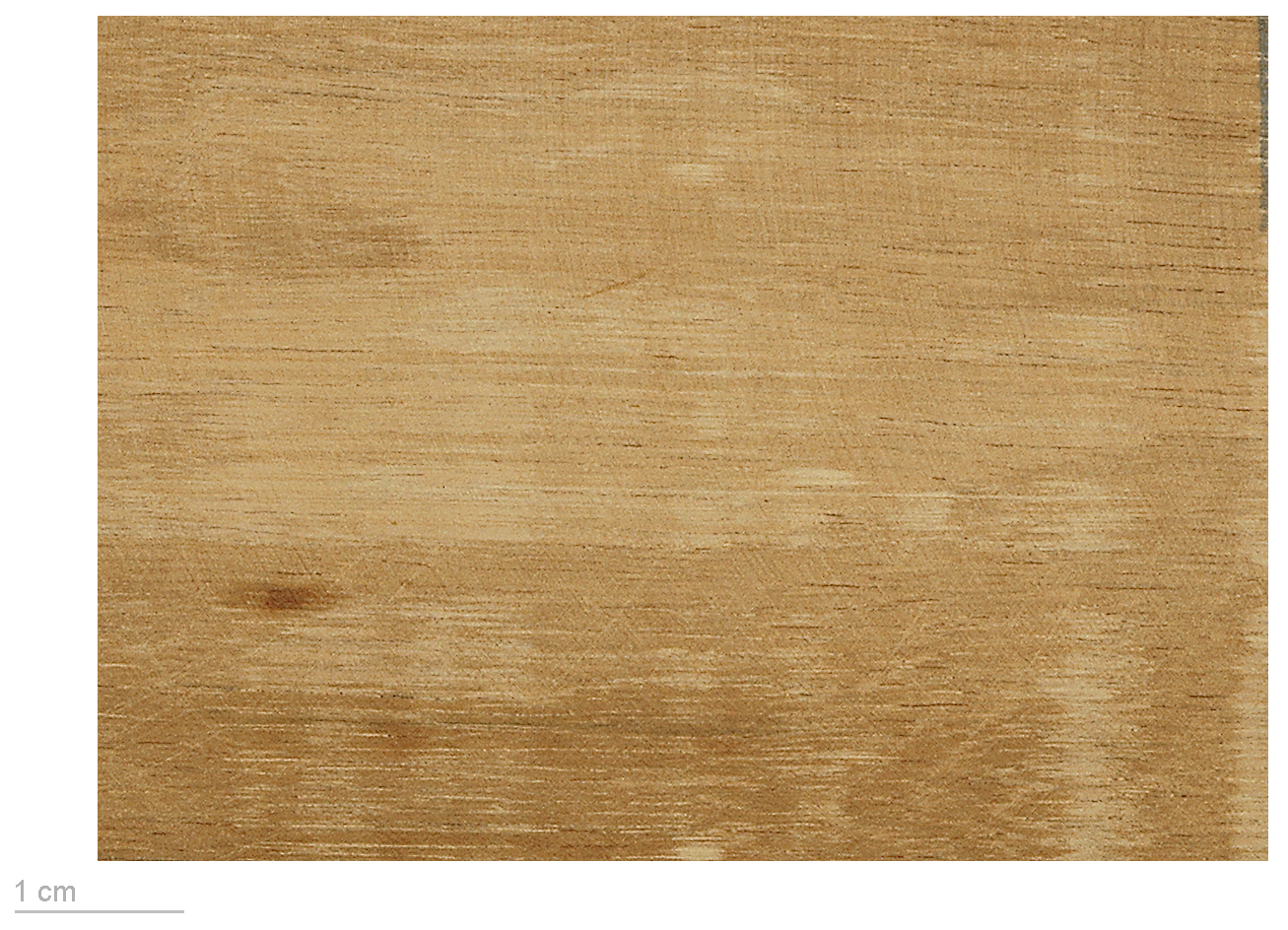
Guarea cedrata - MHNT

Guarea cedrata (llamada comercialmente Bossé o Guarea) es una especie de planta de la familia de las Meliaceae. Se encuentra en Camerún, la República del Congo, la República Democrática del Congo, Costa de Marfil, Ghana, Liberia, Nigeria, Sierra Leona, y Uganda. Se encuentra amenazada por pérdiad de hábitat.

## Denominaciones
La G. cedrata recibe las denominaciones de: Kwabohoro (Ghana), Obobo nofua (Nigeria), Bosasa (Zaire) y Scented Guarea (Reino Unido).

## Madera de Bossé
Tanto la G. cedrata como su hermana G. thompsonii se encuentran diseminadas por la selva tropical. Se reparten por una extensa zona geográfica. La G. laurentii se circunscribe a un área menor: la República Centroafricana y Zaire. Posee una albura y duramen bien diferenciados, siendo la primera de color blanco pálido y el duramen de color pardo rosado. L A.cendrata es más clara que la G. thompsonii. De ahí que a aquella sea denominada como Bossé claro y las segunda como Bossé oscuro. Ambas tienen un grano que va de fino a mediano. Poseen una fibra recta y un peso específico entre 0,600 y 0,650.
Responde bien al aserrado y el proceso de secado es rápido, sin que aparezcan deformaciones ni fendas. En pieza con contramalla se dificulta la mecanización. Se encola bien. Es adecuado taladrar antes de proceder al clavado o atornillado. Se acaba bien, pero requiere tapaporos. En ocasiones exuda resina, sobre todo G. cedrata.
Resulta interesante para el desenrrollo y chapa a la plana con destino a trabajos de decoración. Se utiliza en la fabricación de contrachapados, carpintería fina, mobiliario, tornería y construcción naval. Su duración es buena y no es atacada por Lyctus. Son todas de impregnación dificultosa. La G. cedrata tiene un olor muy agradable a cedro, como indica su nombre pero con el tiempo desaparece. A veces sustituye a la Cedrela odorata en la construcción de cajas de tabaco.

## Taxonomía
Guarea cedrata fue descrita por (A.Chev.) Pellegr. y publicado en Bulletin de la Société Botanique de France 75: 480. 1928.
Sinonimia
- Guarea alatipetiolata De Wild.
- Khaya cunahailata De Wild.
- Trichilia cedrata A.Chev.[3]